# Otto Hoffman
Pour les articles homonymes, voir Hoffman.
Ne pas confondre avec le dirigeant nazi autrichien Otto Hofmann (1896-1982).
Otto (Franklin) Hoffman est un acteur américain, né le 2 mai 1879 à New York — Arrondissement de Brooklyn (État de New York), mort le 23 juin 1944 à Los Angeles — Quartier de Woodland Hills (Californie).

## Biographie
Otto Hoffman débute au théâtre et joue à Broadway (New York) dans une comédie musicale (1909), une opérette (1910-1913) et une pièce (1913).
Au cinéma, comme second rôle de caractère ou dans des petits rôles non crédités, il contribue à deux-cent-quatre films américains (parfois en coproduction), le premier sorti en 1915. De la période du muet, citons Lucretia Lombard de Jack Conway (1923, avec Irene Rich et Monte Blue), The Circle de Frank Borzage (1925, avec Eleanor Boardman et Malcolm McGregor) et La Vallée des géants de Charles Brabin (1927, avec Milton Sills et Doris Kenyon).
Parmi ses films parlants, mentionnons Abraham Lincoln de D. W. Griffith (1930, avec Walter Huston dans le rôle-titre), Le Code criminel d'Howard Hawks (1931, avec Walter Huston et Boris Karloff), Masques de cire de Michael Curtiz (1933, avec Lionel Atwill et Fay Wray), ou encore Le Dernier Train de Madrid de James P. Hogan (1937, avec Dorothy Lamour et Lew Ayres).
Son avant-dernier film est Vivre libre de Jean Renoir (1943, avec Charles Laughton et Maureen O'Hara). Le dernier est Et voilà la vie (This Is the Life) de Felix E. Feist (avec Donald O'Connor et Peggy Ryan), sorti le 2 juin 1944, trois semaines avant sa mort, d'un cancer du poumon.

## Théâtre à Broadway (intégrale)
- 1909 : A Broken Idol, comédie musicale, musique d'Egbert Van Alstyne et Jean Schwartz, lyrics de Harry Williams, livret de Hal Stephens : J. Ely Muddleford
- 1910-1913 : Die Sprudelfee (The Spring Maid), opérette, musique d'Heinrich Reinhardt, lyrics et livret de Harry B. Smith et Robert B. Smith, d'après le livret original de Julius Wilhelm et A. M. Willner : M. Skinner
- 1913 : The Strange Woman, pièce de William J. Hurlbut : rôle non spécifié

## Filmographie partielle
- 1915 : The White Terror de Stuart Paton : Le maire Alrich
- 1917 : Le Système D (The Son of His Father) de Victor Schertzinger : Harker
- 1918 : The Kaiser's Shadow de Roy William Neill : Frederick Fischer
- 1918 : Sur la pente fatale (The Family Skeleton) de Victor Schertzinger et Jerome Storm : Le valet de Billy
- 1919 : The City of Comrades de Harry Beaumont : Lovey
- 1919 : Le Champion (The Busher) de Jerome Storm : Le diacre Nasby
- 1919 : Sublime Infamie (Behind the Door) d'Irvin Willat : Mark Arnold
- 1919 : The Haunted Bedroom de Fred Niblo : Le rédacteur en chef
- 1919 : Pour venger son père (The Sheriff's Son) de Victor Schertzinger : Jess Tighe

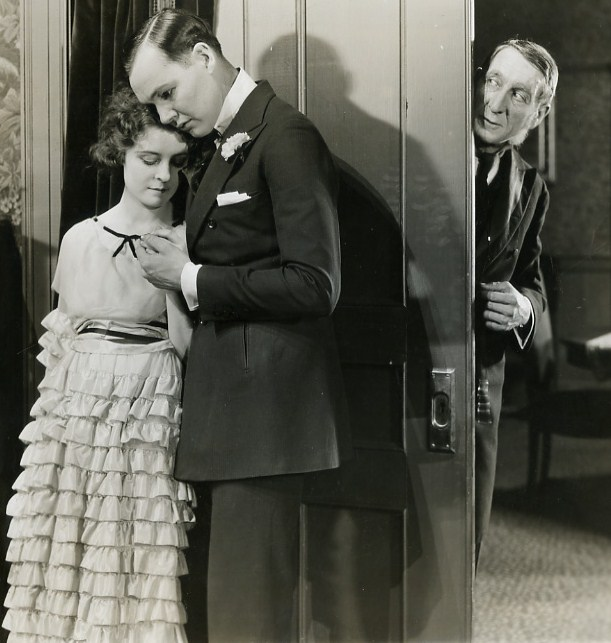
Avec Priscilla Bonner et Charles Ray (au centre), dans Le Roi du bluff (1920)

- 1920 : It's a Great Life d'E. Mason Hopper : Professeur Mozier
- 1920 : The Jailbird de Lloyd Ingraham : Elkemah Pardee
- 1920 : Just Out of College d'Alfred E. Green : Professeur Bliss
- 1920 : Silk Hosiery de Fred Niblo : Van Twiller
- 1920 : Adieu, whisky ! (The Great Accident) de Harry Beaumont : V.R. Kite
- 1920 : Le Roi du bluff (Homer Comes Home) de Jerome Storm : Silas Prouty
- 1921 : Bunty Pulls the Strings de Reginald Barker : Beadle
- 1921 : La Cloche d'airin (The Bronze Bell) de James W. Horne : La Bertouche
- 1921 : Who Am I? de Henry Kolker : William Zoltz
- 1921 : Passing Through de William A. Seiter : James Spivins
- 1922 : Entre deux femmes (Pardon My Nerve!) de B. Reeves Eason : Luke Tweezy
- 1922 : Mr. Barnes of New York de Victor Schertzinger : Tomasso
- 1922 : Trimmed de Harry A. Pollard : Nebo Slayter
- 1922 : Le Bébé de cinq dollars (The Fieve Dollar Baby) de Harry Beaumont : « Le Kid solitaire »
- 1922 : The Bootlegger's Daughter de Victor Schertzinger : Le diacre
- 1922 : Ridin' Wild de Nat Ross : Andrew McBride
- 1922 : The Sin Flood de Frank Lloyd : Higgins
- 1922 : A Dangerous Game de King Baggot : Oncle Stillson Peebles
- 1922 : The Glorious Fool d'E. Mason Hopper : Dummy
- 1923 : Double Dealing de Henry Lehrman : Uriah Jobson
- 1923 : Lucretia Lombard de Jack Conway : Sandy
- 1923 : Les Étrangers de la nuit (Strangers of the Night) de Fred Niblo : Horace Pengard
- 1923 : Human Wreckage (en) de John Griffith Wray et Dorothy Davenport : Harris
- 1924 : Les Parvenus (The Gaiety Girl) de King Baggot : Evan Evans
- 1924 : High Speed de Herbert Blaché : Daniel Holbrook
- 1924 : Daddies de William A. Seiter : Parker
- 1924 : Secrets of the Night d'Herbert Blaché
- 1924 : O sole mio (This Woman) de Phil Rosen : Judson
- 1924 : Le Roi du turf (The Dixie Handicap) de Reginald Barker : Le major
- 1925 : Les Confessions d'une reine (Confessions of a Queen) de Victor Sjöström : Le chambellan du roi
- 1925 : Bobbed Hair d'Alan Crosland : McTish
- 1925 : The Circle de Frank Borzage : Dorker
- 1925 : L'Aigle noir (The Eagle) de Clarence Brown : L'homme se faisant dérober sa bourse
- 1926 : The Boy Friend (en) de Monta Bell : M. Harper
- 1927 : La Vallée des géants (The Valley of the Giants) de Charles Brabin : Un conseiller
- 1927 : Le Voile nuptial (The Stolen Bride) de Alexander Korda : Papa Pless
- 1927 : Méfiez-vous des veuves (Beware of Widows) de Wesley Ruggles : M. Warren
- 1927 : Supplice de femme (The Siren) de Byron Haskin : Fleet
- 1928 : The Terror de Roy Del Ruth : Soapy Marks
- 1928 : The Charge of the Gauchos (Una Nueva y gloriosa nación) d'Albert H. Kelley
- 1928 : Rinty of the Desert de D. Ross Lederman : « Pop » Marlow
- 1928 : The Grain of Dust de George Archainbaud : Le chef de bureau
- 1928 : L'Arche de Noé (Noah's Ark) de Michael Curtiz : Un investisseur armé / Un marchand
- 1928 : The Power of the Press de Frank Capra : L'assistant de Blake
- 1929 : Is Everybody Happy? d'Archie Mayo : Le propriétaire
- 1929 : Acquitted de Frank R. Strayer
- 1929 : Le Chant du désert (The Desert Song) de Roy Del Ruth : Hasse
- 1929 : La Revue en folie (On with the Show!), d'Alan Crosland : Bart
- 1929 : Madonna of Avenue A de Michael Curtiz : Le moine
- 1930 : The Other Tomorrow de Lloyd Bacon : Ted Journet
- 1930 : Abraham Lincoln de D. W. Griffith : D. Offut
- 1930 : Sinners' Holiday de John G. Adolfi : George
- 1930 : Kismet de John Francis Dillon : Azaf
- 1931 : La Ruée vers l'Ouest (Cimarron) de Wesley Ruggles : Murch Rankin
- 1931 : Captain Applejack d'Hobart Henley : Horace Pengard
- 1931 : Le Code criminel (The Criminal Code) d'Howard Hawks : Jim Fales
- 1931 : King of the Wild de B. Reeves Eason et Richard Thorpe (serial) : L'homme aux lunettes noires / M. Colby
- 1931 : Le Fils du radjah (Son of India) de Jacques Feyder : Le joaillier
- 1931 : The Avenger de Roy William Neill : Black Kelly
- 1931 : Young as You Feel de Frank Borzage : Le secrétaire
- 1932 : Hello Trouble (en) de Lambert Hillyer : Calvin Sharp
- 1932 : Downstairs de Monta Bell : Otto
- 1932 : Deux Secondes (Two Seconds) de Mervyn LeRoy
- 1932 : Le Fantôme (Haunted Gold) de Mack V. Wright : Simon
- 1932 : The County Fair de Louis King : Specs Matthews
- 1933 : The Cheyenne Kid de Robert F. Hill : Cal Winters
- 1933 : Masques de cire (Mystery of the Wax Museum) de Michael Curtiz : Un assistant d'Igor
- 1933 : A Man of Sentiment de Richard Thorpe : Le propriétaire
- 1933 : Vol de nuit (Night Flight) de Clarence Brown : Un employé du bureau de l'aéroport
- 1933 : The Iron Master (en) de Chester M. Franklin : Grange
- 1934 : Beloved de Victor Schertzinger : Dietrich
- 1934 : La mort prend des vacances (Death Takes a Holiday) de Mitchell Leisen : Fedele
- 1934 : Kid Millions de Roy Del Ruth : Khoot
- 1934 : Tailspin Tommy de Lew Landers (serial) : Dr Krantz
- 1935 : Ville sans loi (Barbary Coast) d'Howard Hawks : Pebbles
- 1935 : La Gloire du cirque (Annie Oakley) de George Stevens : Lem Jordan
- 1935 : Captain Hurricane de John S. Robertson : Silas Coffin
- 1935 : Les Mains d'Orlac (Mad Love) de Karl Freund : L'aveugle
- 1935 : Le Secret magnifique (Magnificent Obsession) de John M. Stahl : Un jardinier
- 1936 : La Vie de Louis Pasteur (The Story of Louis Pasteur) de William Dieterle : Un fermier
- 1937 : Park Avenue Logger de David Howard : Le juge de paix Wesley
- 1937 : Un taxi dans la nuit (Midnight Taxi) d'Eugene Forde : Le tailleur Louie
- 1937 : All Over Town (en) de James W. Horne : Peter Stuyvesant « Pete » Phillips
- 1937 : Le Dernier Train de Madrid (The Last Train from Madrid) de James P. Hogan : Fernando
- 1937 : Dans les mailles du filet (Renfrew of the Royal Mounted) de Albert Herman
- 1938 : Mr. Boggs Steps Out de Gordon Wiles : Jenkins
- 1939 : Le Cirque en folie (You Can't Cheat an Honest Man) de George Marshall et Edward F. Cline : Le maire
- 1939 : Veillée d'amour (When Tomorrow Comes) de John M. Stahl : Un fermier
- 1939 : Our Leading Citizen d'Alfred Santell : M. Stoney
- 1939 : Quasimodo (The Hunchback of Notre Dame) de William Dieterle : Le juge sourd
- 1940 : Correspondant 17 (Foreign Correspondent) d'Alfred Hitchcock : Un télétypeur du New York Globe
- 1940 : Lucky Cisco Kid (en) d'H. Bruce Humberstone : Ed Stoke
- 1940 : Mon petit poussin chéri (My Little Chickadee) d'Edward F. Cline : L'imprimeur Pete
- 1940 : L'Inconnu du troisième étage (Stranger on the Third Floor) de Boris Ingster : Charles Evans
- 1941 : Boule de feu (Ball of Fire) d'Howard Hawks : Le concierge du théâtre
- 1942 : The Mad Martindales d'Alfred L. Werker : Le prêteur
- 1942 : Ma femme est un ange (I Married an Angel) de W. S. Van Dyke : M. Flit
- 1942 : Robin des Bois cow-boy (Red River Robin Hood) de Lesley Selander : Sam Sterling
- 1943 : Vivre libre (This Land Is Mine) de Jean Renoir : L'imprimeur Victor
- 1944 : Et voilà la vie (This Is the Life) de Felix E. Feist : Oscar